# Matteo Ricci
Matteo Ricci (en chino: 利瑪竇, Lì Mǎdòu; Macerata, Marcas; 6 de octubre de 1552-Pekín, 11 de mayo de 1610) fue un misionero católico jesuita, matemático y cartógrafo italiano. Es venerado en la Iglesia católica, habiendo sido declarado Siervo de Dios por el Papa Benedicto XVI. El 17 de diciembre de 2022 se le concedió el título de venerable con la aprobación del Papa Francisco.
La Compañía de Jesús lo destinó a China donde pasó casi treinta años predicando el cristianismo. Autor del Kunyu Wanguo Quantu , el primer mapa mundial de China, en 1602. Kunyu Wanguo Quantu (坤輿萬國全圖) significa “Un mapa de la mirada de países del mundo”. Autor de libros de oración, catecismos y ensayos sobre temas tan variados como la aritmética, la isoperimetría, la amistad o la existencia de Dios. Destaca su libro "El palacio de la memoria" sobre una de sus especialidades, la mnemotecnia, el estudio de la memoria. Las técnicas de éste libro anticipaban un concepto central de la ciencia de la computación del siglo XX.

## Infancia y personalidad
Nació en Macerata, en la costa Adriática de los Estados Pontificios (actualmente en Italia), el 6 de octubre de 1552. Macerata es un pueblo situado en el interior de la provincia de igual nombre de la cual es capital, a su vez dentro de la zona de Italia conocida hoy en día como “Marche” o las Marcas. Su familia era adinerada e importante. Sus padres se llamaban Giovanni Battista y Giovanna Angiolelli Ricci. Su padre sabía que si educaba correctamente a sus hijos, su familia podría ascender a la nobleza, así que se preocupó por la educación del pequeño Matteo desde edad muy temprana. Matteo Ricci era con casi toda seguridad el mayor de sus hermanos, nueve varones y cuatro mujeres, algunos de los cuales no llegó a conocer. Fue principalmente criado por su madre y su abuela, la cual recuerda en algunos de sus escritos.

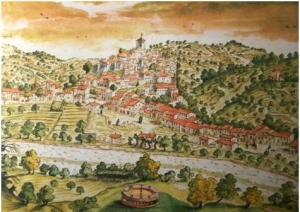
Macerata.

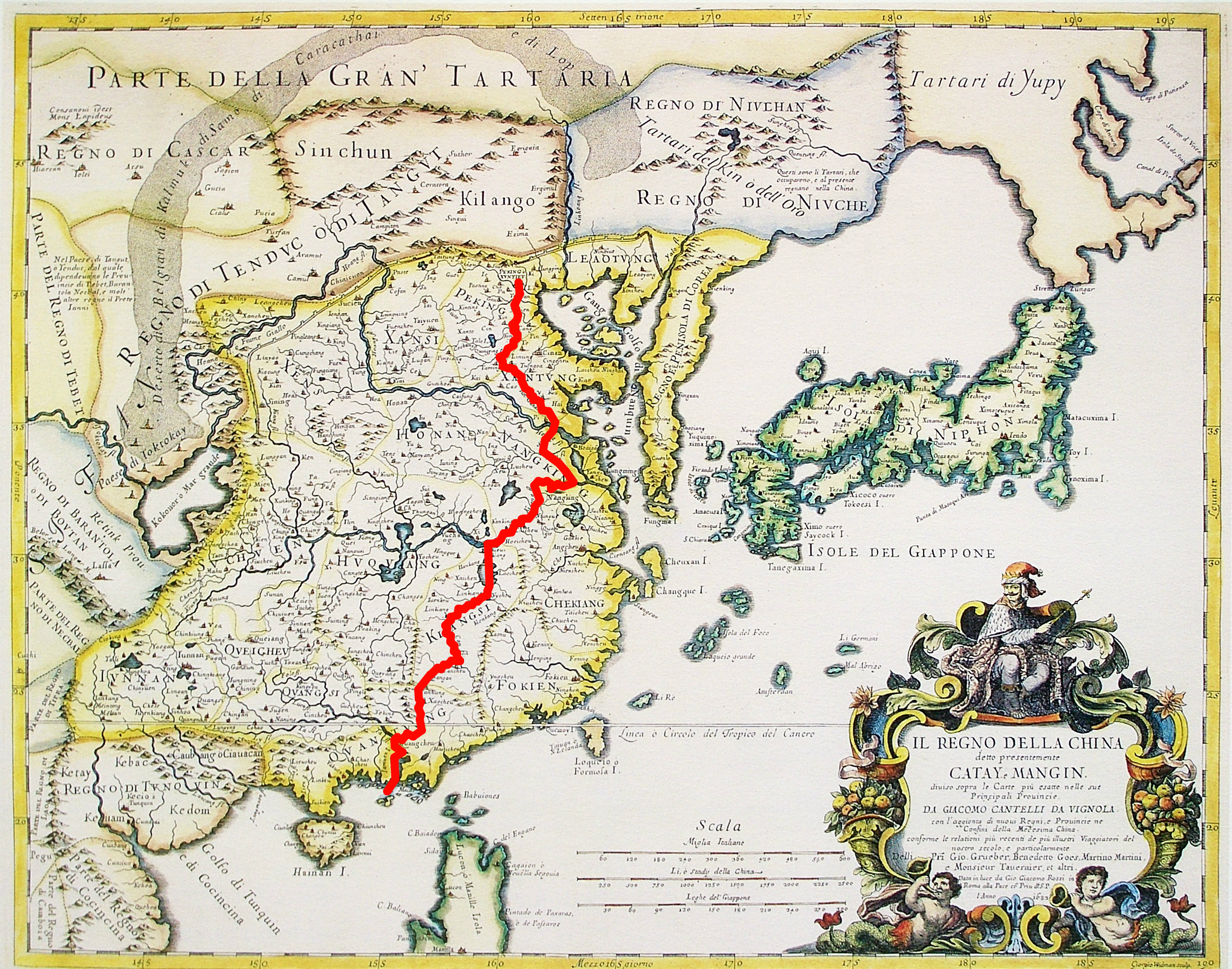
Ruta de Ricci de Macao a Pekín.

«No nací en Roma, sino en este término medio del mar Adriático. Se llama Marche y está habitada por hombres sobrios y prudentes, más amantes del silencio que las palabras, muy versados en el trabajo. En el centro hay una ciudad llamada Macerata, estirada dentro de paredes de ladrillo rosa y claro, en una colina que domina el mar hacia el este. Aquí nací, aquí viven mi padre, mi madre y mis hermanos ». Respondió Matteo Ricci al gobernador Wang Pan, quien le preguntó de dónde venía.
"Macerata, Macerata", respondió Wang Pan "Debe ser una ciudad noble y afortunada, si puede educar a niños como tú, Li Madou". Y luego agregó: "No entiendo cómo tu padre podría haberte dejado ir en este largo viaje sin retorno". Quizás Wang Pan recordó ese precepto de Confucio en el segundo libro de los Diálogos: "Mientras el padre y la madre estén vivos, no viajen a lugares distantes".
Matteo dudó por un momento y respondió: "Mi padre sufrió mucho por mi partida; pero aprobó el viaje, convencido de que era necesario que los hombres que viven en tierras tan lejanas, respirando bajo la cúpula del mismo cielo, se conozcan y vivan en paz».

Algunos rasgos típicos del carácter de Ricci y su personalidad general, también se pueden encontrar en las personas de las Marcas, en particular de Macerata. Sus interlocutores describen a Ricci como una persona tímida, reservada y silenciosa (" con barba larga y pocas palabras"); de una laboriosidad sin fin y de una resistencia física y mental típica de los agricultores sólidos de las Marcas. Pero al mismo tiempo era astuto y circunspecto, además de estar dotado de una sutil vena de ironía y autoironía. Sin excesos ni esfuerzos, podemos considerar a Ricci como un representante típico del carácter de las Marcas, en particular del sólido y prudente campo de Macerata.

## Educación
Cuando todavía era un niño, su padre le mandó estudiar latín con el padre Niccolò Bencivegni.
Un día, apenas cumplidos los siete años, Matteo se entera de que el sacerdote se irá de Macerata a Roma para unirse a una nueva orden religiosa: la Compañía de Jesús. "Justo antes de que nacieras, Matteo", explica Bencivegni sobre el cofundador de la orden, "un misionero cristiano de España llamado Francisco Javier quería mostrar al pueblo de China las virtudes de hacerse cristiano. Pero se enfermó y murió antes de que pudiera intentarlo ”. Tras marcharse su tutor en 1559, Matteo comienza a recibir clases particulares en casa. 
En 1561 las autoridades de la ciudad piden la construcción de una escuela jesuita, un centro que se apreciaba entre los mejores para el estudio entre las élites italianas. El padre de Matteo no perdió tiempo en apuntarle. Matteo asistió a clases seis días por semana, siguiendo el estricto temario jesuita que incluía el dominio del latín y el griego, la memorización de extensos poemas y textos de los autores clásicos así como la participación en concursos de memorización donde la mediocridad no estaba permitida. De igual manera, aquellos alumnos que destacaban por su fe y brillantez en temas religiosos eran premiados y reconocidos entre el profesorado. En sus años escolares, Matteo demostró ser muy talentoso y coincidió en sus clases con posteriores compañeros de la comunidad jesuita tales como Girolamo Costa, con quién Matteo estaría en contacto durante sus misiones en Asia. De igual manera, Matteo tuvo como rector de su escuela a Alessandro Valignano, un joven jesuita que le acompañaría como superior en sus misiones por Oriente hasta el día de su muerte.
Estudió allí hasta 1568, cuando terminó sus estudios escolares básicos. Su ambicioso padre, quién era farmacéutico y había trabajado para el gobernador, le envió a La Sapienza, una conocida universidad en Roma, para que estudiara Derecho. Macerata contaba con una universidad, pero el padre de Matteo confiaba en que si iba a Roma, podría convertirse en un próspero abogado. Matteo cursó Derecho en Roma durante dos años e ingresó en 1571, con tan solo 19 años, en la Compañía de Jesús, abandonando así sus estudios en contra de la voluntad de su padre.

### Educación como jesuita
Cuando Ricci se unió a los jesuitas corría el cervantinesco año de 1571, ése en el que la flota cristiana detuvo el asalto de los turcos a Europa en la batalla de Lepanto. Pero el espíritu que movió al joven jesuita no fue el de un cristianismo en estado de asedio, pues actuó con un exquisito respeto por las tradiciones del país que decidió hacer suyo. El 15 de agosto de 1571 entró en la Compañía de Jesús en el Collegio Romano, donde realizó el noviciado, hizo sus primeros votos y realizó estudios filosóficos y teológicos. Se dice que su padre, enfurecido por la decisión de su hijo, fue hasta Roma a obligarlo a retomar sus estudios, cayendo gravemente enfermo en el proceso. Ésta enfermedad fue recibida como una advertencia y Matteo pudo continuar como jesuita.
Allí, en el Colegio Romano, encontró a su antiguo rector, Alessandro Valignano, realizando labor como maestro sustituto de novicios. El encuentro en esa ciudad sería una verdadera metáfora de la futura relación y de las perspectivas no solo de ese noviciado que entonces se iniciaba, sino del acercamiento de ambos a Oriente. Sin embargo, otro gran personaje se cruzó con él durante su estancia en el Colegio Romano. Claudio Acquaviva, posterior general de la Compañía de Jesús, estuvo al cargo de los más de 60 escolásticos que allí residían, Matteo entre ellos.
En 1572 fue destinado a una Universidad de Florencia, en la Toscana, para estudiar humanidades. Valignano, por su parte, fue proclamado Visitador de las colonias portuguesas en agosto de 1573, lo que le ponía al cargo de todas las misiones jesuitas a las Indias. Viajó a Lisboa, donde constantemente salían misiones en los barcos del puerto portugués. Sin embargo, él mismo no pisaría territorio asiático hasta la primavera de 1574. 
Tras apenas llevar un año en la universidad en Florencia, Matteo se desplaza a la capital italiana para adquirir una mayor preparación humanística y científica en el Colegio Romano. Entre 1573 y 1577 vive en Roma donde se forma en ciencias con el famoso físico jesuita Christophorus Clavius, quién le instruye en las matemáticas, la astronomía y la cosmología.
En 1577 continuó sus estudios en la Universidad de Coímbra en Portugal, donde estudia portugués y refuerza sus conocimientos artísticos y teológicos en tanto que espera a que le concedan permiso para embarcarse en la siguiente misión jesuita a Oriente. Estas misiones se habían hecho habituales desde que Francisco Javier alcanzó Oriente por primera vez, pero Matteo tendría que esperar seis meses hasta que le aceptaran en una debido a su juventud y falta de estudios y experiencia. Una vez su petición es aceptada, fue a Lisboa, que por entonces era la tercera ciudad más grande del mundo, sólo por detrás de Estambul y París. Allí se reencontraría de nuevo con Valignano, su antiguo maestro, quién entonces regresaba de una visita a Europa.

## Misión en Asia

### Compañeros de expedición de Matteo Ricci
El 24 de marzo de 1578 parte de Lisboa una expedición de 14 jesuitas con destino a Goa, colonia portuguesa. Su misión era expandir el conocimiento de las escrituras y la presencia del catolicismo entre la corte y la sociedad china. Entre estos doce religiosos encontramos también a Michele Ruggieri, Rodolfo Acquaviva y Francesco Passio. 
Francesco, cuya intención inicial era ir de misión a Etiopía, acabó siendo sacerdote en Japón dónde coincidió con Toyotomi Hideyoshi, sucesor de Oda Nobunaga, uno de los personajes más célebres de la historia japonesa. De igual manera, fue embajador en China y Japón. Tuvo varias peleas con Valignano cuando ambos fueron destinados a Japón respecto a la manera de acercar la religión a los japoneses. 
Rodolfo Acquaviva, por su parte, era un italiano de origen noble, relacionado con las familias Gonzaga y Mantua y sobrino del general de la Compañía de Jesús, Claudio Acquaviva. Michele Ruggieri, por su parte, tenía estudios universitarios completos y había trabajado en la corte del rey español Felipe II, lo que hacía de él un culto y preparado jesuita.
La nao en la que iban llegó a Goa el 13 de septiembre, tras un largo y complicado viaje.

### Estancia en Goa y primeros conflictos con otros religiosos
Matteo Ricci realizó estudios teológicos en la ciudad portuguesa de Goa y enseña cartas clásicas a los muchachos de las universidades de Goa y Cochin. Las autoridades jesuitas habían prohibido a los indios que estudiaban para el sacerdocio asistir a los cursos de filosofía y teología para evitar que se "enorgullecieran demasiado de su aprendizaje" y se negaran a trabajar entre los sectores más pobres de la población indígena. 
Ricci explicó los motivos de su disenso en varios puntos. Si la razón dada para denegar el acceso a los cursos avanzados era válida, argumentó, entonces también sería válida para los novatos educados en Europa, para quienes todo el programa estaba abierto. Además, como afirmó sin rodeos, no todos los hermanos europeos que habían estudiado filosofía y teología aprovecharon al máximo sus conocimientos.
Un firme defensor del papel de la cultura en el proceso de evangelización. Ricci sostuvo que las restricciones impuestas a los indios tendrían el único efecto de "fomentar la ignorancia en los ministros de la Iglesia en un lugar donde el conocimiento es tan necesario". 
Concluyó su súplica con el punto más cercano a su corazón, a saber, que evitar que los lugareños estudien "cartas" para que no se "hinchen" solo conlleva el riesgo de incurrir en odio y obtener conversiones poco sinceras y de corta duración. Estas observaciones francamente expresadas resaltan los principios sobre los cuales Ricci pretendía basar su trabajo misionero. Sus convicciones con respecto a la importancia del conocimiento formado durante sus años en el Colegio Romano ciertamente se fortalecieron en Goa, donde vio por sí mismo cómo los métodos utilizados por los soldados portugueses para conquistar los mercados y la coerción impuesta a la población para convertirse, causaban desconfianza, miedo y odio. El joven jesuita tenía la intención de adoptar un método diferente de proselitismo, uno que seguiría las pautas establecidas por el visitante Alessandro Valignano después de su llegada al Lejano Oriente.
Goa no se parecía en nada a la idea que había recibido en el Colegio Romano. Había que tener en cuenta que Portugal había tomado el puerto masacrando a la práctica totalidad de los nativos y estableciendo allí sus dominios. El puerto era un hervidero de gente de todas las clases sociales, europeos, asiáticos y árabes, hindúes, musulmanes y cristianos, que convivían en un tórrido clima monzónico en el cual reinaba la desconfianza y la agresividad. Matteo Ricci lidió con ello lo mejor que le fue posible, aunque sus constantes esfuerzos provocaron que cayera enfermo, razón por la cual fue trasladado a la ciudad de Kochi, en el estado indio de Kerala.
Allí es finalmente ordenado sacerdote en 1580.

### Inmersión cultural
La única colonia portuguesa en territorio chino antes de la llegada de Matteo Ricci era Macao, una ciudad en la que se habían establecido desde 1550, en convenio con la dinastía Ming. En aquella época, los jesuitas portugueses insistían en nombrar a los creyentes chinos con nombres portugueses y en hacerles vestir y comportarse como portugueses. Tal conducta disgustaba profundamente a Matteo.
Desde que Valignano se hizo cargo de los jesuitas en las Indias había estado preparándose para cambiar eso. Se dio cuenta de que los fracasos en introducir la doctrina cristiana en la China continental eran a causa de haber enviado a sacerdotes poco instruidos, que tenían escasos conocimientos de la cultura china. Los pocos sacerdotes que habían logrado llegar a Guangzhou, la provincia más progresista en este aspecto debido a su cercanía con los puertos portugueses, apenas habían estado allí un mes en cada ocasión. En su opinión, para mejorar la presencia de los jesuitas en el país y su éxito en la conversión de la gente del lugar era necesario primero aprender a hablar, leer y escribir el idioma chino. Para ello le escribió al superior de la orden en la India para pedirle que enviase a Macao una persona que estaría a la altura de dicha tarea, un estudioso de Siena, Italia, llamado Bernardino de Ferraris.
Sin embargo, como Ferraris estaba ocupado como el nuevo rector de los jesuitas en Cochin, Michele Ruggieri, quién hasta entonces había pasado varios meses en compañía de Matteo Ricci en Goa, fue enviado a Macao. Valignano dejó Macao para ir a Japón en julio de 1579, dejando instrucciones para Ruggieri, que iba a llegar en cuestión de días con Francesco Passio. Una vez Ruggieri comenzó a estudiar chino y se dio cuenta de la inmensidad de la tarea, le escribió a Valignano, pidiéndole que le envíe a Matteo Ricci a Macao para compartir el trabajo. Desde el principio, el aprendizaje de la nueva lengua pareció a los religiosos una meta inalcanzable, una empresa desesperada y, sobre todo para Ruggieri, al que le daba la impresión de que era una pérdida de tiempo. 
En este contexto, su probable incompetencia lingüística tuvo repercusiones a lo largo de su estancia en la tierra de Confucio, que abandonó después de unos años con el ﬁn de poner en marcha la embajada para el emperador de China. Según una misiva el 25 de octubre de 1581, Ruggieri conocía alrededor de 12.000 caracteres de los 80.000 que tenía el idioma chino en aquella época. 
Finalmente, la solicitud de ayuda fue aceptada y llegó a manos de Matteo el 15 de abril de 1582, aunque Ricci no se reuniría con Ruggieri en Macao hasta el 7 de agosto. El viaje hasta Macao sería muy complicado y Matteo caería enfermo en el trayecto, hasta el punto en que aquellos que lo acompañaban llegaron a temer por su vida. Por suerte, mejoró de su enfermedad y comenzó a estudiar el lenguaje chino con Ruggieri poco después de su llegada. 
Un año después, el progreso de Ricci ya era mayor de lo que su amigo Ruggieri había logrado en tres, y ahora podía recordar y escribir una gran cantidad de caracteres: “Tengo una buena cantidad de ellos en mi cabeza y ya puedo escribir lo principal." Es difícil saber cuántos caracteres aprendió Ricci en su primer año de estudio y en el curso posterior de su vida, cuando comenzó a escribir libros en chino. Afirma en su historia de la misión que el chino tiene un total de setenta mil caracteres, pero el conocimiento de diez mil es suficiente para los propósitos cotidianos. Si bien esto es una exageración, el número total sigue siendo muy alto: cuarenta y nueve mil según el diccionario publicado en 1716 durante el reinado del emperador Kangxi. La memoria de Matteo Ricci era sorprendente, pero su curiosidad por la cultura y el estilo de vida chinos era aún mayor. Escribió detalladas cartas sobre la evidente alfabetización de la sociedad china debido a la gran cantidad de libros escritos y manuales de tareas diarias que eran constantemente publicados. 
Ricci estudió todos los libros que pudo reunir y sus intérpretes tradujeron algunas partes, esperando impacientemente el día en que pudiera leerlas sin ayuda. Quedó impresionado por la cantidad y calidad de los tratados sobre hierbas medicinales, embellecidos con ilustraciones detalladas, y probablemente consultó algunos de los textos que luego se incluyeron en el trabajo farmacológico más importante de la era Ming, a saber, el Bencao Gangmu o el Compendio de Materia Médica de Li Shizen, publicado en 1596 y que contiene los nombres de 1,892 plantas, 11,000 recetas de curas y 1,100 ilustraciones. 
El trabajo también hizo la primera mención de un método de inmunización contra la viruela, más de dos siglos antes de la medicina occidental. Ricci comentó sobre los métodos de la medicina china en sus cartas: "hacen todo delicadamente con hierbas"  e informó con admiración que los médicos pudieron tratar los problemas dentales insertando "hierro" en los dientes, con lo que probablemente quiso decir algo similar a empastes o prótesis primitivas. 
De igual manera, descubrió al revisar los impresos geográficos chinos, que sus mapas eran claramente deficientes. “No solo eran incompletos en su representación de países en gran parte inexplorados, sino que también contenían información errónea debido a la manipulación sin escrúpulos de datos por parte de españoles y portugueses a fin de aumentar la importancia de los territorios cuyos productos comerciaban.” así que anunció su resolución de corregir las imprecisiones. Se puso a trabajar de inmediato calculando las coordenadas geográficas de Macao y decidiendo hacer lo mismo para cada una de las otras ciudades chinas que visitaría, a fin de poder completar un mapamundi completo para los chinos, preferiblemente en su idioma.

## Actividad misionera en China

Kunyu Wanguo Quantu

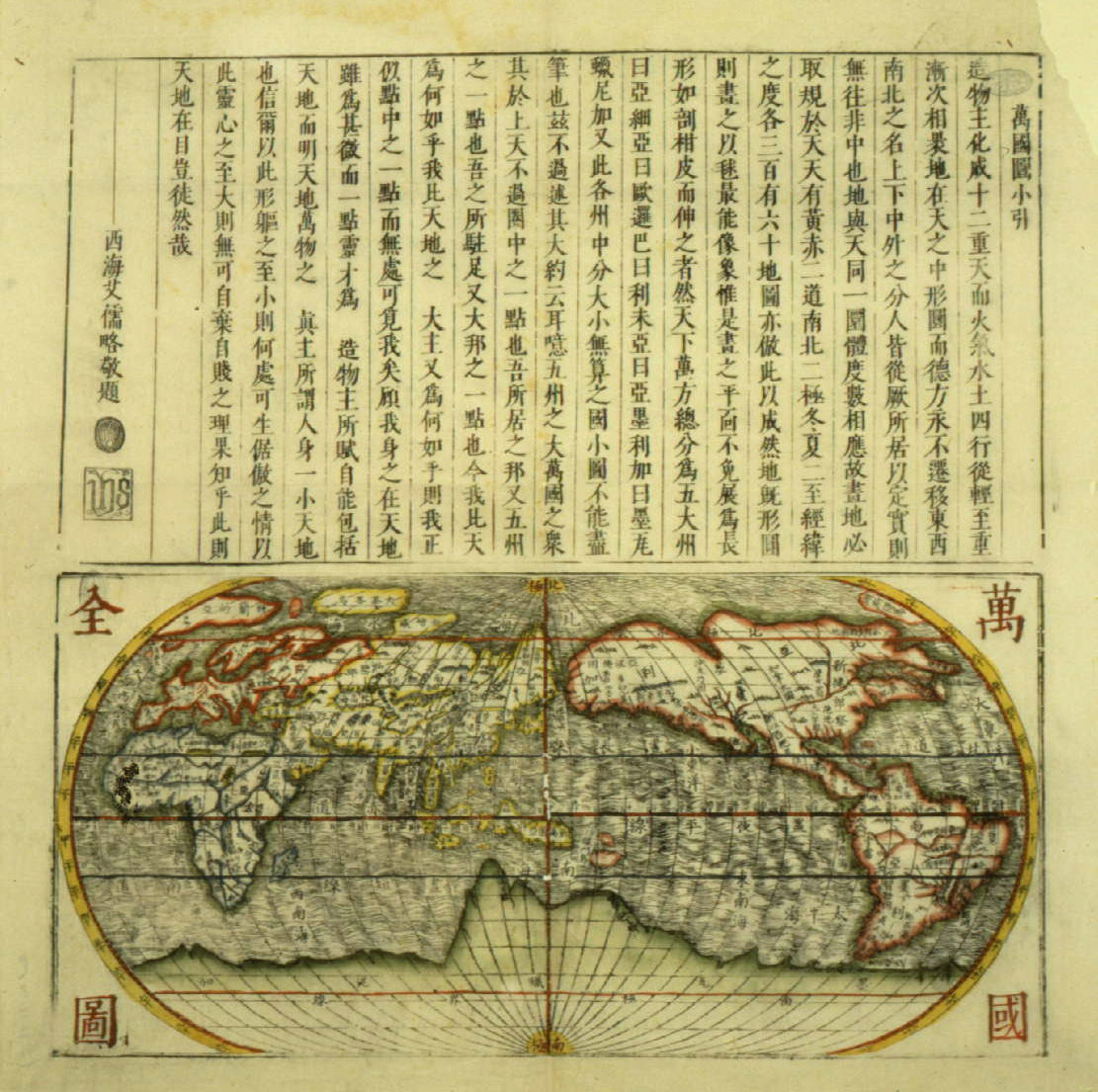
Wanguo Quantu, Mapa del mundo elaborado por Giulio Aleni, basado en el precedente de Matteo Ricci en China.

### Zhaoqing, Guangzhou I
Matteo Ricci continuó la misión jesuita en China de los misioneros que le habían precedido, entró en China, entonces bajo el gobierno de la dinastía Ming, ocultando su intención de propagar una religión extranjera.   
Guo Yingping, gobernador general de las provincias de Guangdong y Guangxi, concedió en 1583 permiso a Ricci y a Ruggieri para instalarse en Zhaoqing, al oeste a Guangzhou. Ricci tiene 31 años entonces. Recibe la noticia de que tanto como Rodolfo de Acquaviva como otros de los jesuitas que conocía habían sido asesinados por nativos. 
Ruggieri y Ricci entraron en la ciudad de Zhaoqing en febrero de 1583, recibiendo el visto bueno también de otros dos gobernadores. De acuerdo con una de las descripciones del Visitador, Zhaoqing no era el mejor lugar de la provincia de Guangzhou, ni siquiera el principal, pero era muy poblada por chinos mandarines. El mandarín era considerado el chino de la clase instruida y aprenderlo sería muy beneficioso para las comunicaciones. El término “mandarín” fue creado a partir de la palabra “mandar” puesto que era la lengua que se utilizaba entre aquellos que mandaban en las ciudades chinas. 
Sin embargo, su estancia en Guangzhou se hizo cada vez más difícil. Tras apenas medio año en el lugar se ordenó a los jesuitas que lo abandonaran y el gobernador también tenía un edicto publicado en las paredes de todas las ciudades de la provincia que prohibía a cualquiera otorgar permisos de residencia a extranjeros y amenazaba a cualquiera que enseñara chino a extranjeros con un castigo severo. Ricci y Ruggieri regresaron a Macao "con prácticamente toda la esperanza ahora perdida de poder obtener la entrada (...) en la Ciudad Prohibida ". 

### Zhaoqing, Guangzhou II
En agosto de 1583, menos de una semana después de su regreso a Macao, Ricci y Ruggieri recibieron una carta firmada por Wang Pan, prefecto de la región en la que se encontraba Zhaoqing y, por lo tanto, un funcionario administrativo de cierta importancia, invitándolos a establecerse en la ciudad. Esto fue una gran sorpresa. Nadie podía imaginar lo que había inducido a Wang Pan, un funcionario famoso por su integridad, a ignorar el edicto que acaba de emitir el gobernador, su superior. Algunas reconstrucciones posteriores de los acontecimientos sugieren que Wang Pan fue impulsado por la curiosidad, habiendo oído hablar del reloj mecánico de los jesuitas, la "campana que sonó por sí misma", y deseando verlo por sí mismo; otros que el mandarín había aprendido que Ricci y Ruggieri eran expertos en matemática y cálculos astronómicos y deseaba conocer a estos dos sabios venido desde muy lejos. Cualesquiera que hayan sido las razones contingentes, este desarrollo fue de gran importancia simbólica. Después de todos los esfuerzos infructuosos de los jesuitas para ingresar a China, fue un mandarín el que tomó la iniciativa y los invitó a entrar. Los eventos habían dado un giro favorable a los misioneros a través de procesos subterráneos insondables.
Ruggieri y Matteo se dirigieron a su reunión con Wang Pan con aspecto de monjes budistas, tratando de evitar así conflictos durante su viaje. Los dos jesuitas se embarcaron a principios de septiembre de 1583, junto con algunos sirvientes. y su intérprete chino, Filippo, un converso al cristianismo nacido en Macao. Debían navegar por el río Pearl hasta Cantón, recibir los permisos necesarios para continuar su viaje desde el haidao, y luego continuar por el río hasta Zhaoqing con una escolta militar enviada para protegerlos y vigilarlos por orden de Wang Pan. La mayor parte del transporte en China aprovechó una red de ríos y canales que permitieron a los buques de todas las formas y tamaños atravesar el país. Todos los comerciantes del sur de China se detuvieron en Cantón, donde se ubicaban los mercados más importantes. La impresión de Ricci al abandonar la capital de la provincia fue que el puerto de la metrópolis densamente habitada estaba más lleno que Venecia o Lisboa y que el río Pearl, que él consideraba más ancho que el Po, estaba tan congestionado que constituía "un puerto largo". " Cuando el jesuita se enteró de que la capital, Pekín, También se pudo llegar a través del sistema de ríos y canales en aproximadamente tres meses, tenía la imagen de China como "una enorme Venecia"", escribió a Giambattista Román, el procurador español residente en Filipinas, desde Zhaoqing el 13 de septiembre.
El 10 de septiembre llegaron a la ciudad, donde Wang Pan se reunió con ellos. Tras una entrevista, les concede parte de sus tierras para la fundación de la primera residencia jesuita en territorio chino. El gobernador asumió que los jesuitas desearían adorar a los mismos ídolos que los budistas, cuyas túnicas usaban, y se sorprendió cuando los dos occidentales solicitaron otra pequeña parcela de tierra para construir una capilla para su dios, el Señor del Cielo. A pesar de que la religión de los recién llegados era completamente desconocida para él, el mandarín accedió a su solicitud con la actitud típicamente indiferente de los chinos hacia las formas de religión, diciendo que no le importaba qué deidad querrían adorar sus protegidos. Inmediatamente después de este intercambio de promesas, los jesuitas presentaron sus regalos al mandarín de acuerdo con el ritual como el evento indispensable que corona cada reunión. El clímax de la ceremonia llegó cuando Ricci abrió lentamente una pequeña caja de madera y extrajo solemnemente un objeto transparente con forma de pirámide. En exposición directa a los rayos del sol, esta entidad misteriosa emitió todos los colores del arco iris. Conocido por Ricci como "un vidrio triangular de Venecia”. Este prisma de vidrio con una base de tres esquinas hecho por artesanos venecianos fue capaz de romper la luz que golpeó una de sus caras en los siete colores del espectro. La reacción de Wang Pan al objeto, que parecía un amuleto mágico, les dijo a los jesuitas que los prismas y los relojes mecánicos serían los regalos más adecuados para garantizar el favor de los funcionarios chinos.
Para salvaguardar a los extranjeros, Wang Pan les envió un permiso autorizándolos a visitar Macao y viajar libremente por toda la provincia, y emitió un edicto proclamando que los misioneros vivían en China con el permiso de las autoridades. Con comprensible satisfacción, los jesuitas exhibieron este documento en la entrada de su casa. Una vez que se corrió la voz de que se autorizó la estancia de los extranjeros, la residencia se convirtió en un imán para los ciudadanos curiosos, todos ansiosos por ver el interior de un edificio tan inusual y, sobre todo, los maravillosos objetos que contenía, que eran el tema de conversación de la ciudad. Este contacto logró la conversión de unas setenta personas. 
En la residencia jesuita de Zhaoqing, Ricci tenía expuesto un mapa del mundo. Este mapa suscitaba gran interés entre sus visitantes. Por sugerencia de éstos, lo copió, tradujo los nombres de los lugares al chino y lo hizo imprimir en 1584. El mapa fue conocido como el Kunyu Wanguo Quantu, un mapamundi basado en los conocimientos cartográficos europeos. Este mapa fue la primera obra cartográfica en China que incluía territorios de Europa, África y América.  
La primera obra impresa en China por los jesuitas fue Tianzhu shiyi (天主聖教實錄 que significa “Verdadera doctrina del Señor del Cielo”), publicado a finales de noviembre de 1584. Este libro representó un primer intento de explicar los principios fundamentales del cristianismo en idioma chino y fue redactado en su mayoría por Ruggieri. El libro es un formato de preguntas y respuestas, un diálogo entre un europeo y un chino; el contenido conduce gradualmente de los Diez Mandamientos de Dios a la comprensión del único origen verdadero de la naturaleza; Dios. 
En 1588, después de algunos intentos fallidos de abrir nuevas residencias, Ruggieri es enviado a Roma para solicitar una embajada del Papa al emperador de China. Zarpó con un envío de regalos para el papa y el rey de España, incluida una pantalla decorada con un mapa pintado de China. El barco que lo llevó a Europa naufragó en las Azores, y los regalos se perdieron, pero Ruggieri logró llegar a España y obtuvo una promesa de asistencia para enviar una embajada papal a China desde Felipe II de España. Ricci permanece en Zhaoqing con Antonio de Almeida, enviado por Valignano.  
En julio de 1588, Alessandro Valignano regresó a Macao desde Goa, y también trajo la máquina de impresión Gutenberg más avanzada de Europa en ese momento. Esta es la primera vez que la impresión europea se introduce en China.  
A finales de 1588, al finalizar el quinto año de su estancia en Zhaoqing, algunos mandarines retirados residentes en Cantón presentaron un informe atacando a los jesuitas al censor de Guangdong. En China, donde se respetaba la edad y se respetaba la experiencia, no era inusual que grupos de ancianos autorizados hicieran sugerencias sobre cuestiones importantes de la vida social, que las autoridades tomaron muy en serio. El documento expresó los temores chinos con respecto a los occidentales y la posibilidad de que los portugueses estén tratando de conquistar toda China después de su progresiva colonización de Macao. Los "extranjeros de extraños reinos" fueron descritos como espías decididos a descubrir los secretos del imperio, enemigos listos "para dispersar a nuestra gente en el mar como peces y ballenas" y "espinas y ortigas" que habían plantado sus raíces en la buena tierra china. Si el asentamiento en Macao fue la manifestación de una enfermedad que amenazaba al imperio en sus fronteras, la presencia de los jesuitas en Zhaoqing era una plaga en el corazón del país. 
En 1589 se vio obligado a abandonar su residencia en Zhaoqing en tres días, y fue ofrecido una suma simbólica de dinero a cambio del abandono de la residencia. Cuando el teniente le pidió a Ricci que entregara las llaves y le tendió el dinero, el jesuita tuvo el coraje de responder que estaba agradecido por la oferta pero se vio obligado a declinar. Él siguió esto inmediatamente pidiéndole al teniente un permiso para mudarse a otra localidad de la provincia. El funcionario se negó categóricamente, pero no pudo persuadir a Ricci para que aceptara el dinero, viéndose obligado a llevarlo de vuelta a las oficinas del gobierno. Fueron convocados a una audiencia con el gobernador, que estaba furioso porque no habían aceptado el dinero ofrecido. Su insistencia no fue una cuestión de principios, sino que nació del conocimiento de que si no podía demostrar que había pagado por la casa de los jesuitas, incluso una suma simbólica, estaría abierto a la acusación de haberse apropiado de una vivienda para su beneficio personal. Ningún empleado civil, por poderoso que sea, podría arriesgarse a un cargo tan grave. Ricci buscó apresuradamente un intérprete, un intermediario indispensable en cualquier reunión entre un extranjero y un funcionario de alto grado, pero el único preparado para ayudar tenía un conocimiento muy limitado del portugués. Al llegar antes del guan, Ricci recibió el dinero en persona por el gobernador y él lo rechazó una vez más. El funcionario explicó que rechazar la oferta era una violación grave de la etiqueta, y Ricci respondió que no podía aceptar un regalo de alguien que eligió expulsarlo por ningún delito de la ciudad en la que había vivido una vida pacífica. El mandarín perdió los estribos y reprendió al intérprete por traducir mal las palabras de Ricci: ya que no podía creer que el jesuita elegiría desobedecer sus órdenes. Ricci habló en defensa del intérprete y le pidió permiso al gobernador para mudarse a otra ciudad donde pudiera vivir en paz por el resto de sus días. El mandarín cedió ante tanta terquedad
Así consiguió instalarse en Shaozhou, también en Cantón.

### Shaozhou, Guangzhou
Inicialmente asignado a un templo budista, consigue comprar su propia parcela para poder adorar a su Dios y compartir su conocimiento con la élite de la ciudad. Ricci decidió que sería mejor construir una casa de un solo piso al estilo chino, sin querer repetir el error cometido en Zhaoqing de despertar la envidia con un edificio de estilo occidental.
Su actividad misionera comenzó a tener éxito, y su conocimiento de la ciencia europea le dio fama en la zona. Además, Ricci adoptó la forma de vestir china, e intentó una adaptación del cristianismo a la realidad china. Esta actitud fue una fuente de conflicto con la Santa Sede, que veía con reticencia cualquier intento de adaptar los ritos a las costumbres chinas en la evangelización de China, sin embargo, esta reticencia se terminaría 400 años después con el Concilio Vaticano II; Ricci fue por tanto un adelantado a su tiempo.
Ricci fue quien acuñó muchos de los términos cristianos utilizados aún hoy en día por los cristianos chinos, como 上帝 (Shāngdì, "Señor del cielo", para "Dios") y 天 (tiān, "cielo").
En esta época conoce a Qu Taistu quién se convierte en su estudiante más activo y entusiasmado.Con él comienza a traducir el primero de los libros de geometría de Euclides al chino. En 1590 ya había realizado traducciones al latín de libros de Confucio, y creó el primer sistema de transcripción del chino a los caracteres romanos. 
Almeida falleció el 17 de octubre de 1591, lo que provoca que le manden a un jesuita italiano, De Petris. 
Un funcionario invitó a Ricci a pasar unos días en Nanxiong. Sin un momento de respiro, Ricci a menudo pasaba todo el día y gran parte de la noche discutiendo temas religiosos o culturales, apenas encontrando tiempo para comer, decir sus oraciones y celebrar la misa. Las visitas individuales se combinaban con los inevitables banquetes celebrados en su honor, a veces incluso cuatro o cinco en el mismo día. El misionero se apresuró de uno a otro, probar cada uno de los numerosos platos cada vez para evitar ofender. Todo este arduo trabajo fue recompensado, ya que muchos habitantes de Nanxiong le pidieron a Ricci que los iniciara en la nueva religión occidental y que recibieran el bautismo. A pesar de sus mejores esfuerzos para no aceptar conversos sin más que un adoctrinamiento superficial, en ocasiones se vio obligado a hacerlo. A su regreso a Shaozhou, muy satisfecho con el éxito de su viaje fuera de la ciudad, supo que el gobernador de la provincia de Guangdong, el guan responsable de expulsar a los misioneros de Zhaoqing, había sido acusado de corrupción.

#### Ataques a los jesuitas
El primer episodio de intolerancia tuvo lugar en enero de 1591, cuando Ricci exhibió una imagen de la Virgen, que había recibido como un regalo de las autoridades españolas, en la capilla en concomitancia con las celebraciones del Año Nuevo chino. Una pequeña multitud de habitantes locales se apresuró a ver la pintura, pero algunos jóvenes aprovecharon la confusión para arrojar piedras a la residencia y atacar a los sirvientes.
Una noche de julio de 1592, la residencia fue atacada por un grupo de más de veinte hombres armados que intentaron derribar las puertas con hachas, hiriendo a De Petris en la cabeza y a Ricci en la mano. Los misioneros se vieron obligados a encerrarse en sus habitaciones. Ricci saltó por la ventana para buscar ayuda, pero tropezó en la oscuridad y se torció el tobillo severamente. Aunque nadie acudió en ayuda de los jesuitas, la extenuante defensa de los sirvientes de la casa finalmente hizo huir a los atacantes. Fue fácil descubrir que ellos también fueron los responsables del incidente del año anterior. El prefecto estaba nuevamente listo para probarlos, pero Ricci prefirió perdonarlos una vez más. Cuando Valignano, al regresar de Japón, fue informado del ataque y de la lesión de Ricci, lo convocó a Macao para que lo atendieran los médicos portugueses, pero no se pudo hacer nada por el tobillo del jesuita. A pesar de que el dolor disminuyó con los años, Ricci ya no podía viajar largas distancias a pie.
En 1593  Ricci comienza a escribir el Catecismo en chino. A principios de 1594 De Petris muere y un compañero italiano llamado Lazzaro Cattaneo de Sarzana , previamente asignado a la misión de Japón pero luego fue desviado a China por Valignano. Su presencia en la misión de Ricci resulta de gran ayuda debido a su gran conocimiento astronómico, una cualidad que le valió un reconocimiento entre los sabios chinos. Éstos estaban tratando de reformar el calendario y les impresionó el conjunto de conocimientos que el occidental poseía.

### Nankín y Nanchang
En 1595, Ricci fue a encontrarse con el primogénito de Shi Xing y este rechazó la solicitud de mudarse a Nankín de Ricci, pero sugirió, en vista de la determinación del jesuita de no regresar a Shaozhou, que debería quedarse en Nanchang, una ciudad pacífica donde tenía amigos a quienes podía escribir cartas de recomendación. Le aconsejó con la mayor seriedad que no fuera a Nankín, una ciudad demasiado conectada con la corte imperial, donde sería muy poco probable que un extranjero encontrara una cálida bienvenida debido a las sospechas suscitadas por las intenciones japonesas de invadir China. Sin embargo, Ricci no se dejó convencer y dejó el prisma como un regalo para que el guan se sintiera en deuda. Este movimiento resultó efectivo, y el viceministro finalmente lo ayudó a obtener un permiso para proceder a Nankín por parte de las autoridades locales.
Por consejo de amigos, Ricci recurrió a Xu Daren, subsecretario del ministerio de obras públicas. Se conocieron cuando el mandarín era supervisor militar en Zhaoqing, y recordó haberle regalado un globo terrestre y un reloj de arena y haber recibido una invitación informal para visitar Nankín. El dignatario recibió a Ricci con todos los honores, pero se volvió hostil al enterarse de su deseo de establecerse en Nankín, ya que no deseaba ser acusado de favorecer la entrada de extranjeros a la ciudad. Decretó que los misioneros no podían quedarse en Nankín y envió a sus hombres a amenazar a su arrendador, obligándolo bajo pena de tortura a firmar un documento en el que se comprometía a contratar una chatarra por su propia cuenta y asegurarse de que lo abordaran en persona mañana y abandonó la ciudad para siempre. El jesuita no tuvo más remedio que obedecer y decidió recurrir a Nanchang, según lo aconsejado por el visionario viceministro de guerra con quien había dejado Shaozhou.
El jesuita estaba decidido a permanecer en la ciudad solo el tiempo necesario para obtener el respaldo indispensable para la residencia en Nankín, después de lo cual buscaría nuevamente llegar a Pekín, el corazón del imperio. Desembarcó en Nanchang a fines de junio de 1595.
Establece la tercera residencia y su comprensión en los campos de la ciencia, la filosofía y la ética despertó asombro, al igual que su apariencia física, sobre todo la espesa barba que llegaba "casi hasta el cinturón", algo bastante excepcional para los chinos. Ricci se sintió tan a gusto entre los literatos de Nanchang y tan seguro de su dominio del idioma que decidió escribir un tratado en elogio de la amistad en chino mandarín. ¿Qué tema podría ser más adecuado para celebrar el inicio de un diálogo en pie de igualdad con los chinos en la ciudad donde fue recibido con tan amable bienvenida? Ricci sabía que la amistad se consideraba una de las relaciones fundamentales para la sociedad confuciana y que los autores del mundo occidental la consideraban igualmente importante, que habían cantado sus alabanzas desde la antigüedad. "Tratado sobre la amistad" fue publicado a finales de 1595.  Ricci tuvo que redactar algunas copias para guardarlas en su casa, ya que los visitantes que pasaban siempre mendigaban leer el trabajo y copiar los pasajes. Al jesuita le habría encantado que se imprimiera el tratado para facilitar su circulación, pero no pudo obtener el permiso de las autoridades eclesiásticas de Goa. El problema fue resuelto por los chinos, que imprimieron y distribuyeron varias ediciones del tratado sin siquiera pedir permiso al autor.
Durante una reunión con un grupo de xiucai , quizás motivado por los comentarios de estos jóvenes literatos sobre lo difícil que fue aprender de memoria las innumerables citas confucianas requeridas para aprobar los exámenes, Ricci demostró su extraordinaria memoria al pedirle a uno de ellos que escribiera una sucesión de caracteres chinos elegidos en aleatorio. Después de leerlos solo una vez, fue capaz de repetirlos sin fallas de principio a fin, y luego se sumió al asombro general repitiéndolos hacia atrás, de principio a fin, sin errores ni dudas. La noticia de esta asombrosa hazaña pronto se extendió por la ciudad, y todos estaban convencidos de que Ricci tenía alguna técnica secreta y milagrosa, una "regla divina" de memoria, que todos le rogaban que revelara. El gobernador Lu Wan'gai le pidió que se lo enseñara a sus hijos, que estudiaban para los exámenes imperiales.  Como afirmó en una carta a Girolamo Costa del 28 de octubre de 1595, pudo recordar hasta quinientos caracteres chinos después de leerlos solo una vez.
Debido a este entusiasmo por las capacidades de memorización occidentales, Matteo Ricci ya conocido como Li Madou, publica en 1596 "Tratado sobre artes mnemotécnicas". Ésta publicación se distribuyó con furor entre los jóvenes estudiantes chinos, aunque su complejidad impidió que tuviera gran éxito.
Seguro de sí mismo y sin darse cuenta del rumbo que tomaría el progreso científico, el jesuita aristotélico estaba convencido de la abrumadora superioridad de su conocimiento, sobre todo porque los hechos confirmaron su reputación como astrónomo cuando predijo el momento y la duración del eclipse solar del 22 de septiembre de 1596, con mayor precisión que los astrónomos chinos al consultar las tablas que había traído con él. Su triunfo hizo que a partir de ese momento, los habitantes de Nanchang comenzaron a considerarlo "el mejor matemático y filósofo natural".
En 1597 Matteo es nombrado superior de la misión china.

### Fracaso tratando de llegar a la capital
En 1598, el ministro de los ritos, Wang Chung Ming llega a Pekín y decide abandonar debido a las Invasiones japonesas de Corea (1592-1598). A pesar de la llegada a Pekín de Ricci, el emperador no se digna a recibirle, fruto del hermetismo extremo de la sociedad china del momento, aunque si recibirá un reloj como regalo, algo que a la postre le ayudaría a entrar en la deseada “Ciudad Prohibida”.
Su fama por sus conocimientos y sabiduría empieza a extenderse y tras el frustrado intento de entrevista con el emperador regresa a Nanchang. Sin embargo, de camino decide pasar por la ciudad de Nankín. Al notar que la presencia de Li Madou aumentaba el brillo de la ciudad y que sus amigos estaban impresionados por el conocimiento de los jesuitas, el ministro se esforzó por convencerlo de que se mudara a Nankín y ordenó a sus secretarios que preguntaran si había alguna propiedad en venta. La noticia de que el amigo extranjero del ministro estaba buscando una casa se extendió muy rápidamente, y se hicieron muchas ofertas en solo unos días. Paradójicamente, en el momento en que ya no tenía ninguna intención de hacerlo, todos instaban a Ricci quedarse en Nankín, la ciudad de la que había sido expulsado cuatro años antes. Al sopesar la situación, el jesuita decidió que su cálida bienvenida era una señal de la voluntad de Dios y que no debía dejar pasar una oportunidad tan favorable.
Se estableció en Nankín en 1599 y fundó la cuarta residencia misionera allí. Ricci hizo el mejor uso posible de la estrategia de acomodación cultural para evitar ofender a los eruditos y ganárselos a su religión por medios indirectos, interpretando el enfoque del trabajo misionero desarrollado por Valignano con una visión real y una comprensión profunda de la sociedad china. Conoce a Xu Guangqi o Hsü Kuang-ch'i, también conocido con el nombre Paul, con el que sería bautizado un año después. Xu Guangqi escribiría los Elementos de Euclides bajo dicción de Matteo Ricci, quién también colaboró con él para la traducción de diversos escritos confucianos. De igual manera, Matteo Ricci enseñó a Xu Guangqi matemáticas y astronomía hasta 1608.
Mientras, Cattaneo va a buscar en Macao regalos para emprender un segundo intento de acercarse a la capital china. Regresó a Nankín en marzo de 1600 con varios regalos y un joven de 28 años. El jesuita español llamado Diego de Pantoja, inicialmente asignado a la misión de Japón pero desviado a China con miras a la importante misión en la capital. 

### Segundo intento y secuestro
En mayo de 1600, Matteo se va nuevamente a Pekín, pero es arrestado en el camino por el poderoso eunuco Ma Tang, quien lo retiene en la fortaleza de Tianjin hasta enero, y utiliza diferentes excusas para robar sus pertenencias y los regalos que estaban destinados al emperador al igual que manipula las cartas que promete enviar para la corte, tratando de generar desconfianza hacia los extranjeros.
En enero de 1601, más de seis meses después de que Ricci había caído en manos de Ma Tang, por orden del emperador Wanli, los prisioneros debían ser llevados a Pekín con sus regalos de inmediato, y el ministerio de ritos debía hacerse cargo de ellos de acuerdo con el procedimiento habitual para embajadores de reinos extranjeros. Nadie descubrió cómo cambió la situación a favor de los misioneros después de tanto tiempo. Según la explicación que Ricci escuchó posteriormente de algunos amigos en Pekín, el emperador simplemente se olvidó de responder, pero recordó un día acerca de los regalos que algunos extranjeros presentarían.
Ante el mandato imperial, Ma Tang solo pudo cumplir y dio órdenes de que los misioneros fueran acompañados a Pekín a expensas del estado, de acuerdo con la ley para los embajadores visitantes. Los jesuitas se reunieron apresuradamente con su equipaje, y una imponente escolta se reunió con más de treinta portadores y ocho caballos liderados por un oficial imperial enviado especialmente desde Pekín. Los ex-prisioneros, ahora tratados con el mayor respeto, estaban listos para partir el 20 de enero de 1601, ocho meses después de su partida de Nankín. 
Ricci ya estaba en camino cuando notó que faltaba la caja con sus libros de matemáticas y astronomía, e inmediatamente envió a un sirviente de regreso a Tianjin asumiendo que simplemente se había olvidado en la prisa de partida. No tenía intención alguna de abandonar su biblioteca científica, que consideraba tan esencial para el éxito de la misión como las obras religiosas y morales. De hecho, su plan era seguir enseñando ciencia occidental en Pekín para adquirir la autoridad necesaria para asegurar la aceptación de la religión cristiana por parte de la élite china. Ricci sabía que la posesión de obras matemáticas y astronómicas sin el permiso del emperador estaba prohibida bajo pena de muerte por la ley china, pero también que esto rara vez se aplicaba. Nunca imaginó que Ma Tang había colocado los libros en una caja especial claramente etiquetada como que contenía material prohibido con la intención de usarlos como evidencia contra los jesuitas en el momento correcto. Sin embargo, por un golpe de suerte, el criado enviado a buscar los libros encontró la caja en la fortaleza y se la devolvió directamente a los jesuitas porque no podía leer y, por lo tanto, entender la escritura que indicaba su contenido.

## Llegada a Pekín
La entrada solemne a Beijing La pintoresca cabalgata de misioneros occidentales vestidos como literatos confucianos que viajaban con regalos para el emperador hizo su entrada solemne a Beijing el 24 de enero de 1601. Li Madou fue precedido no solo por su reputación como sabio de una tierra lejana y autor de un mapa extraordinario del mundo, pero también por rumores sobre los extravagantes objetos que traía, campanas que sonaban solas, piedras que producían todos los colores del arco iris, espléndidas pinturas e instrumentos para la observación de los cielos. El evento fue registrado por los historiadores de la dinastía Ming. Ricci tenía ahora cuarenta y ocho años. Habían pasado treinta y tres años desde su llegada a la Roma renacentista, la capital del Estado papal.
Ricci y Pantoja fueron alojados en la Ciudad Imperial durante tres días para dar a los matemáticos eunucos un curso intensivo sobre los principios de funcionamiento de los relojes mecánicos. Como no había palabras chinas para los mecanismos, Ricci acuñó un vocabulario específico en mandarín para la ocasión. Aterrorizados para que no dejaran escapar algunos detalles esenciales, los eunucos prestaron la máxima atención y tomaron notas meticulosas sobre todo lo que dijo.
En virtud de un decreto imperial, es aceptado en 1601 en la Ciudad Prohibida como embajador de Europa. Vivirá en Beijing hasta la muerte sufrida por el emperador y a expensas del tesoro público. El propio emperador llamó a Ricci para que acuda a palacio, con la intención de conocerle de primera mano y de que instruyera a algunos de sus súbditos allí empleados, pues el reloj que le había regalado se había parado y nadie sabía ponerlo en marcha de nuevo.
Pronto sus conocimientos fascinarán al emperador, que decidió alojar a Ricci y su compañero jesuita en la residencia reservada para los diplomáticos extranjeros que visitaban China, siendo introducido dentro del círculo de los más importantes funcionarios al servicio del emperador, incluso obteniendo permiso del mismo para la construcción de una iglesia. 

En 1602, en colaboración con el mandarín Zhong Wentao y el traductor, Li Zhizao,se crearía la ampliada edición de Kunyu Wanguo Quantu. Se le conoce como el Tulipán Negro Imposible de la Cartografía, "por su rareza, importancia y exotismo". El mapa fue crucial en la expansión de China conocimiento del mundo Con el tiempo fue exportado a Corea y luego Japón y fue influyente allí también, aunque menos que el Zhifang Waiji  producido por Alenio.
Ti Bin Zhang, primer secretario de asuntos culturales de la Embajada de China en Washington, DC , dijo en 2009: "El mapa representa la primera reunión trascendental de Oriente y Occidente" y fue el "catalizador del comercio".
El Emperador Wanli , quien encargó el mapa de Ricci, posteriormente ordenó a los colegas de Ricci, Diego de Pantoja y Sabatino de Ursis producirá un libro explicando la geografía de los nuevos países mostrados; finalmente su trabajo fue editado, compilado y revisado por Giulio Aleni . En 1623, el libro fue finalmente publicado por Yang Tingyun en Hangzhou , y tres años después fue reeditado en una edición revisada en Fujian . 
Durante el tiempo que estuvo en China su obra fue inmensa, escribiendo más de 20 libros entre los que destacan varios tratados, además del citado anteriormente “Sobre la amistad”, realizó un diccionario portugués-chino, un catecismo titulado “La verdadera doctrina de dios” en el que explica los fundamentos del catolicismo aportando argumentos, “Entrada en la China de la Compañía de Jesús”, “Las diez paradojas” una especie de manual de comportamiento para el cristiano converso, Ershiwu yan, o veinticinco discursos, etc…
Al establecer que los misioneros habían logrado establecerse en la capital, los superiores en Macao estaban muy satisfechos con los resultados obtenidos. Reemplazado por Valentim Carvalho como rector del Colegio Jesuita de Macao, Manuel Dias visitó Beijing durante el verano de 1602, seguido por Nanchang y Nankín, y envió un informe brillante a Valignano. Las noticias del éxito de los esfuerzos de los jesuitas también llegaron a Roma. El Superior General Acquaviva decidió enviar algunos misioneros más jóvenes a China, y el rey de España se comprometió a proporcionar los fondos necesarios.

## Últimos años

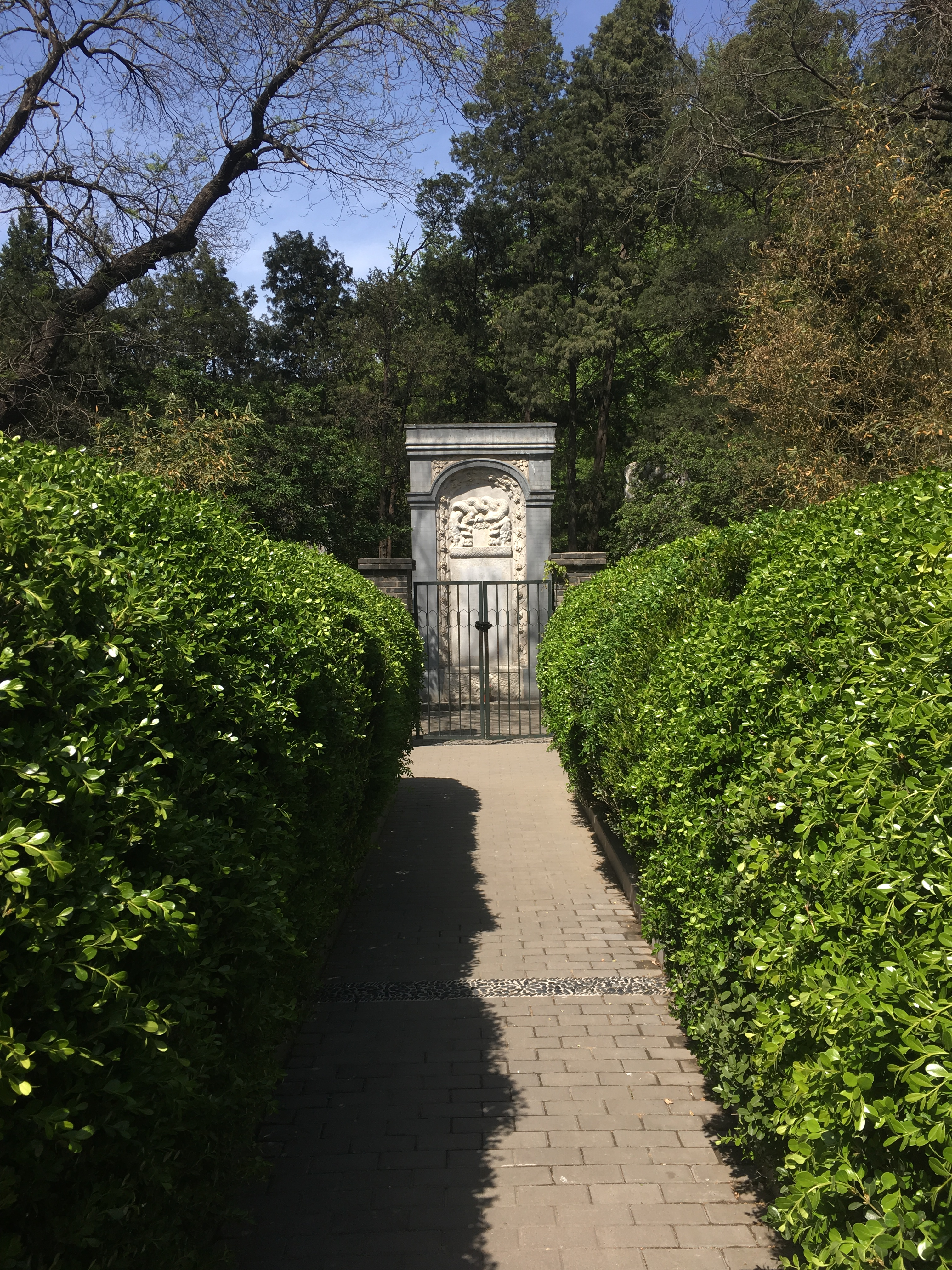
Tumba de Ricci (利玛窦墓) en el cementerio de Zhalan en Pekín.

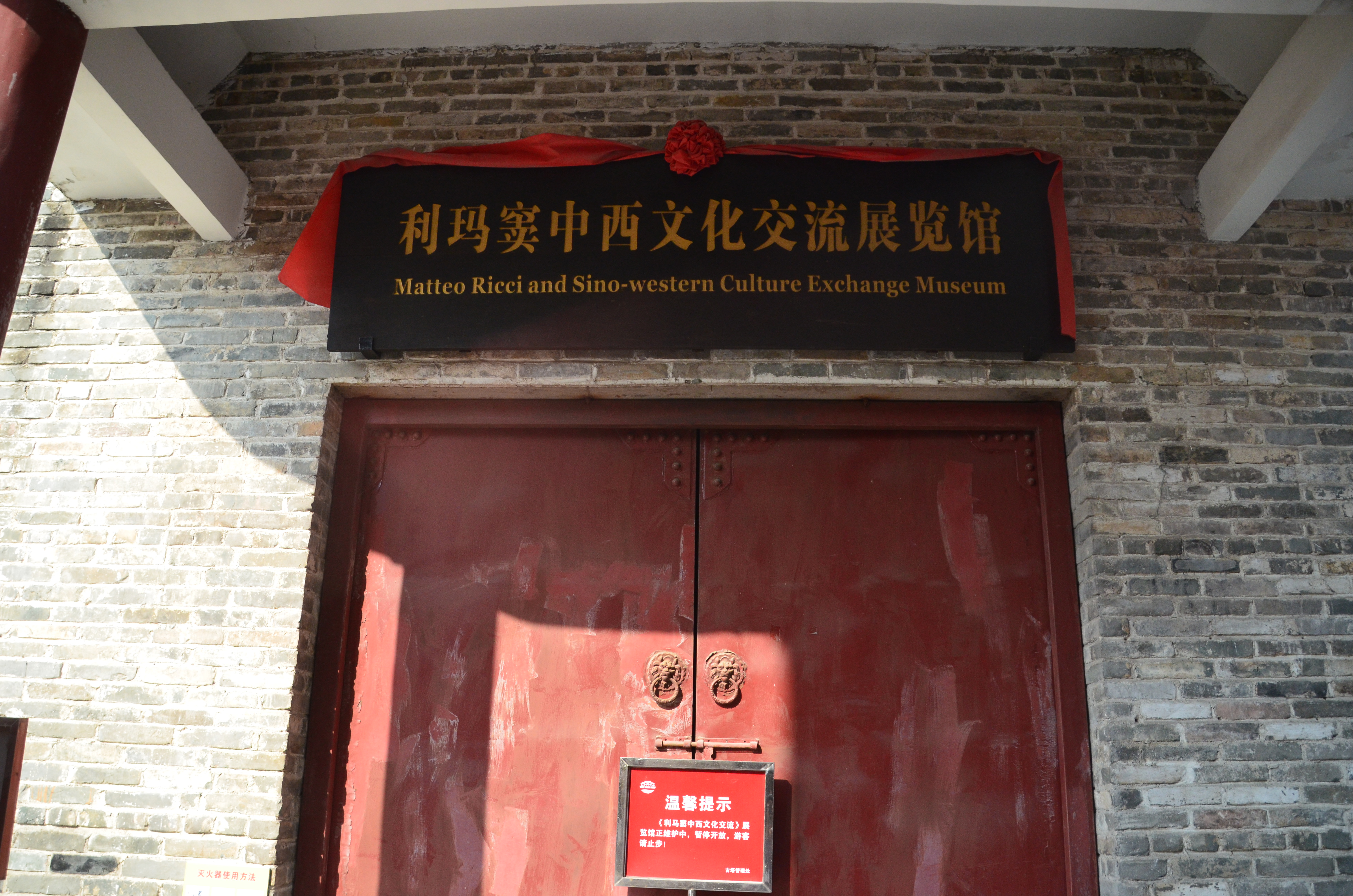
Museo Matteo Ricci en Zhaoqing (肇庆, 崇禧塔), ubicación de la antigua iglesia católica que él ayudó a fundar llamada 仙花寺.

En 1606, muere Alessandro Valignano. Cuando supo de la muerte de Alessandro Valignano, Matteo Ricci, S.J., escribió desde Pekín al General de la Compañía de Jesús, Claudio Acquaviva, S.J., una carta de gran profundidad. Escrita en italiano y fechada el 15 de agosto de 1606, transmite una fuerte sensación de ausencia y de añoranza ante la pérdida. Cito un fragmento: 
Este año, además de los otros trabajos, que jamás nos faltan, sufrimos la muy sensible muerte del P. Valignano, padre de esta misión, con lo cual quedamos huérfanos. No sé con qué Vuestra Reverencia la pueda restituir” ( Lettere, p. 423).
Esa sensación de orfandad se crea cuando hay lazos profundos entre las personas, lazos como los de Ricci con Valignano. Lamentablemente, de las cartas escritas por el primero al segundo solo quedan dos, enviadas desde la ciudad de Chaozhou y publicadas en la magníﬁca edición Matteo Ricci Lettere (1580-1609), presentada el año 2001 por Quodlibet, casa editorial de la misma ciudad de este misionero jesuita. La primera misiva fue escrita en portugués el 9 de septiembre de 1589 y la segunda en español, el 30 de octubre del mismo año. Si se leen estas cartas sin tener mayores referencias de los dos sacerdotes, parecen una escritura marcadamente rendidora de cuentas, ofreciendo la descripción que hace un misionero a su superior, una versión que transmite un subordinado hacia su autoridad. Pero, si se abordan conociendo la situación de la Compañía en China, adquieren el rango de valiosísimos fragmentos de la entrada del cristianismo en Oriente. La comunicación epistolar entre ellos es densa y profunda, y está llena de evidencias históricas.
En 1607 Sabatino de Ursis llegó en 1607 a Pekín, para ayudar a Matteo Ricci con la investigación astronómica, convirtiéndose también en su primer biógrafo. También trabajó junto con Xú Guāngqĭ y Matteo Ricci en la traducción de los Elementos de Euclides al chino y con Ricci en el Zhifang waiji, el primer atlas global en chino. Publica la traducción de los primeros seis libros de Geometría de Euclides, en colaboración con su amigo Xu Guangqi.
En 1608 imprime las "Diez paradojas o los diez capítulos de un hombre extraño"; en el mismo año comenzó a redactar su obra histórica, Della Entrata de la Compagnia di Giesù y Christianità en China
En 1610, un 11 de mayo, Matteo Ricci muere en Pekín, con 57 años, después de padecer una breve enfermedad durante 9 días. Según el código de la dinastía Ming, los extranjeros que morían en China debían ser enterrados en el seminario de Macao. El misionero español Diego de Pantoja, también jesuita, hizo una súplica especial a la corte, solicitando su enterramiento en un cementerio de Pekín, a la luz de las contribuciones de Ricci a China. El emperador Wanli, además de proclamar un día de duelo nacional, por primera vez en la historia de China, accedió que un extranjero fuera enterrado en suelo imperial, designando un templo budista a tal fin. En octubre de ese mismo año, los restos de Ricci fueron trasladados allí. La tumba del jesuita de Macerata se encuentra en el hoy conocido como cementerio de Zhalan, en el campus del Colegio Administrativo de Pekín, en el distrito de Xicheng y ubicado cerca del Templo Zhenjue, en las afueras, al noroeste de la ciudad. También se encuentran en ese cementerio las tumbas de Ferdinand Verbiest, Johann Adam Schall von Bell y otros misioneros. 
En ese mismo año, llegaba a Goa Giulio Aleni, quien continuaría su labor cartográfica. El 15 de diciembre, sucede un eclipse solar, que había sido incorrectamente predicho por los astrónomos chinos. Pantoja, sin embargo, había demostrado que sus conocimientos de astronomía eran superiores, prediciéndolo correctamente. Impresionados, los sabios hicieron traerle de inmediato a la corte de la capital junto a Xu Guangqi, quién ocuparía diversos y muy importantes cargos en la corte gracias a su conocimiento de la astronomía occidental.

## Causa de canonización
La causa de su beatificación, iniciada originalmente en 1984, fue reabierta el 24 de enero de 2010, en la catedral de la diócesis italiana de Macerata-Tolentino-Recanati-Cingoli-Treia. El obispo Claudio Giuliodori, administrador apostólico de la diócesis de Macerata, cerró formalmente la fase diocesana del proceso de santidad el 10 de mayo de 2013. La causa se trasladó a la Congregación para las Causas de los Santos en el Vaticano en 2014. El 17 de diciembre de 2022 se decretó,  con la aprobación del Papa Francisco, que había vivido las virtudes en modo heroico.

## Legado

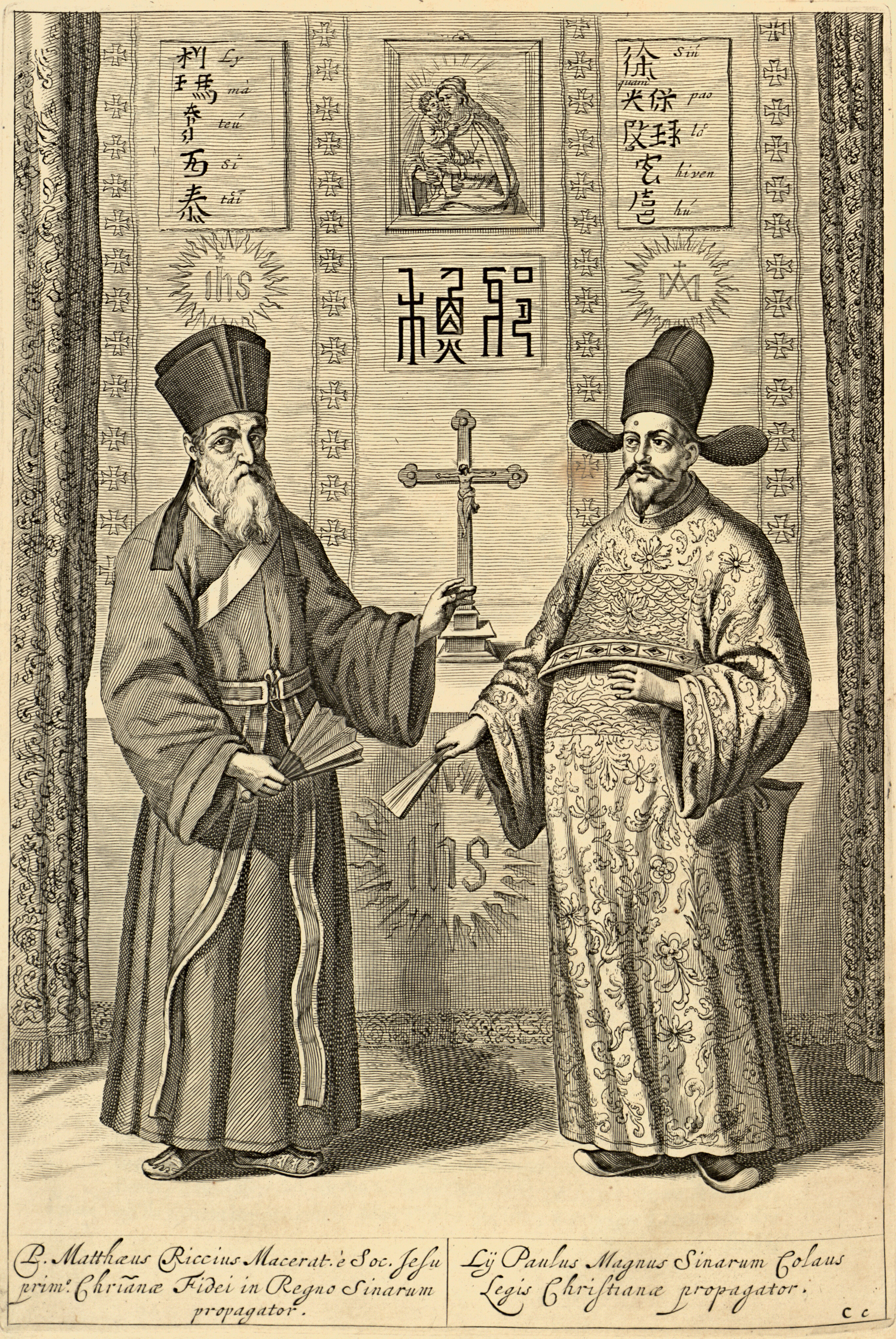
Matteo Ricci (a la izquierda) y Xu Guangqi (徐光啟) (a la derecha) en la edición china de los Elementos de Euclides (幾何原本).

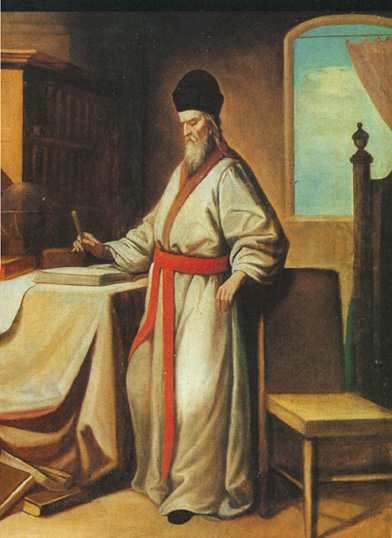
Miniatura que representa a Matteo Ricci.

Su intensa labor en China supuso el mayor intercambio cultural entre Europa y China hasta aquel momento. Gracias a Ricci, los conocimientos técnicos, matemáticos y cartográficos de Europa entraron en China, y fue él quien fundó las primeras comunidades católicas en el país. Ricci llegó a escribir con fluidez en chino firmando obras sobre religión. También participó, junto al matemático chino Xu Guangqi, en la primera traducción al chino de los Elementos de Euclides.
Los escritos de Ricci sobre China aumentaron el conocimiento sobre este país en Occidente. Durante algún tiempo no estuvo claro en el mundo occidental si la "China" de la que hablaba Ricci era el mismo país que el "Catay" de los relatos de Marco Polo.

## Eponimia
- El cráter lunar Riccius lleva este nombre en su memoria.[10]
- La Fundación Internacional Padre Matteo Riccifue establecida en 2003 con el objetivo de promover y apoyar las relaciones internacionales, los intercambios sociales, religiosos, lingüísticos y culturales con Asia Oriental y especialmente con China, en el contexto de la obra misionera del Padre Matteo Ricci.

## Frases Atribuidas
- "Si no se puede decir que los filósofos son gobernantes en esta tierra, al menos se puede decir con sinceridad que los gobernantes son guiados por los filósofos"
- Mi amigo no es más que la mitad de mí mismo; de hecho, otro yo. Por lo tanto, debo considerar al amigo como a mí mismo.
- Aunque el amigo y yo tenemos dos cuerpos, en los dos cuerpos solo hay un corazón.
- La razón de ser de la amistad es la necesidad mutua y la ayuda mutua.
- Un hijo devoto hereda las amistades de su padre como recibe sus propiedades.
- Un hombre de gran virtud, si no tenía enemigos fuera de lo común, ciertamente tenía buenos amigos. Si no tuvo enemigos extraordinarios que lo obligaron a ser cauteloso, ciertamente tuvo buenos amigos que lo ayudaron.
- Antes de contraer amistad, se debe observar; después de haberlo contraído, hay que confiar.
- Si los amigos son pocos, tendré poca alegría; pero así también tendré poca tristeza.
- Un viejo amigo es un buen amigo: no debemos abandonarlo. Cualquiera que deje a un viejo amigo por uno nuevo sin razón, pronto se arrepentirá.
- Después de haber contratado a un amigo, en todo podré consultar con él; pero, primero, tengo que decidir quién es un verdadero amigo.
- La amistad prevalece sobre el parentesco solo por esta razón: los parientes pueden no amarse, los amigos pueden no hacerlo. De hecho, las relaciones de parentesco subsisten incluso sin amor entre parientes; pero, si se quita el amor mutuo entre amigos, ¿cómo podría existir la esencia de la amistad?
- Solo los negocios de los que tienen amigos pueden florecer.
- Es amistad profunda ser amigo de los amigos de un amigo y enemigo de los enemigos de un amigo.
- Si mi amigo es recto, sabe amar y sabe odiar; por eso en mis juicios lo sigo.
- El que no ayuda a su amigo en necesidad, cuando se encuentre en necesidad, no tendrá quien le ayude.
- Los amigos vulgares se juntan más en la diversión que en la alegría del alma; por eso, cuando se separan, quedan tristes. Los amigos virtuosos están juntos más en la alegría del alma que en la diversión; por eso, cuando se separan, no tienen de qué arrepentirse.
- Si eres mi verdadero amigo, entonces me amas por cariño, no por cosas.
- Las cosas de los amigos son todas comunes.
- La amistad es más útil al mundo que las riquezas. No hay quien ame las riquezas solo por las riquezas, pero hay quien ama al amigo solo por el amigo.
- Queda un amigo que ofende a la justicia de manera muy grave.
- Cuando el placer prevalece sobre la virtud en la amistad, uno no puede ser amigo por mucho tiempo.
- ¡Qué época! ¡Qué época! ¡Las palabras obsequiosas producen amistad y las palabras verdaderas producen odio!
- Cuando todo va sobre ruedas y no hay contratiempos, es difícil distinguir a los verdaderos amigos de los falsos amigos; pero cuando llega la adversidad, se muestra la amistad. De hecho, en el momento de urgencia los verdaderos amigos se acercan cada vez más, mientras que los falsos se alejan cada vez más.[11]